# Hemsleya emeiensis
Hemsleya emeiensis là một loài thực vật có hoa trong họ Cucurbitaceae. Loài này được L.D. Shen & W.J. Chang mô tả khoa học đầu tiên năm 1983.